# Microdecemplex
Microdecemplex è un genere estinto di artropode arthropleuride, unico rappresentante dell'ordine Microdecemplicida. I fossili di questo taxon, che misurano meno di 10 millimetri di lunghezza, sono noti dalla Formazione Panther Mountain, nello stato di New York, risalente al Devoniano medio. Apparentemente questa specie è priva di antenne e mostra dimorfismo sessuale nelle zampe posteriori, che potrebbe indicare una funzione simile a quella dei telopodi dei millepiedi oniscomorphi e che vengono usati per afferrare le femmine durante l'accoppiamento.